# Polypauropus tchimbus
Polypauropus tchimbus är en mångfotingart som beskrevs av Ulf Scheller 1994. Polypauropus tchimbus ingår i släktet Polypauropus och familjen Polypauropodidae. Inga underarter finns listade i Catalogue of Life.